# کوجی کاناگاوا
کوجی کاناگاوا (ژاپنی: 金川 幸司؛ زادهٔ ۴ ژوئیهٔ ۱۹۷۷) یک بازیکن فوتبال اهل ژاپن است.
از باشگاه‌هایی که در آن بازی کرده‌است می‌توان به باشگاه فوتبال اومیا آردیجا اشاره کرد.